# Kościół Adwentystów Dnia Siódmego na Białorusi
Kościół Adwentystów Dnia Siódmego na Białorusi – adwentystyczny związek wyznaniowy na Białorusi, będący częścią globalnego Kościoła Adwentystów Dnia Siódmego. Kościół liczy 3824 wiernych.

## Statystyka
Adwentyzm dnia siódmego dotarł na tereny współczesnej Białorusi w 1906 roku.
W 1989 roku na Białorusi było 672 wiernych skupionych w 15 zborach.
W roku 1993 na Białorusi było już 2004 adwentystów, w roku 2007 Białoruś zamieszkiwało już ponad 5000 adwentystów. W 2010 roku Kościół osiągnął największą liczbę wyznawców szacowaną na 5145 osób, w 2012 roku nastąpił spadek liczby wiernych do nieco ponad 4 tys.
W 2017 roku było 3824 ochrzczonych dorosłych osób, skupionych w 66 zborach.
Kościół należy do Wydziału euroazjatyckiego Kościoła Adwentystów Dnia Siódmego.

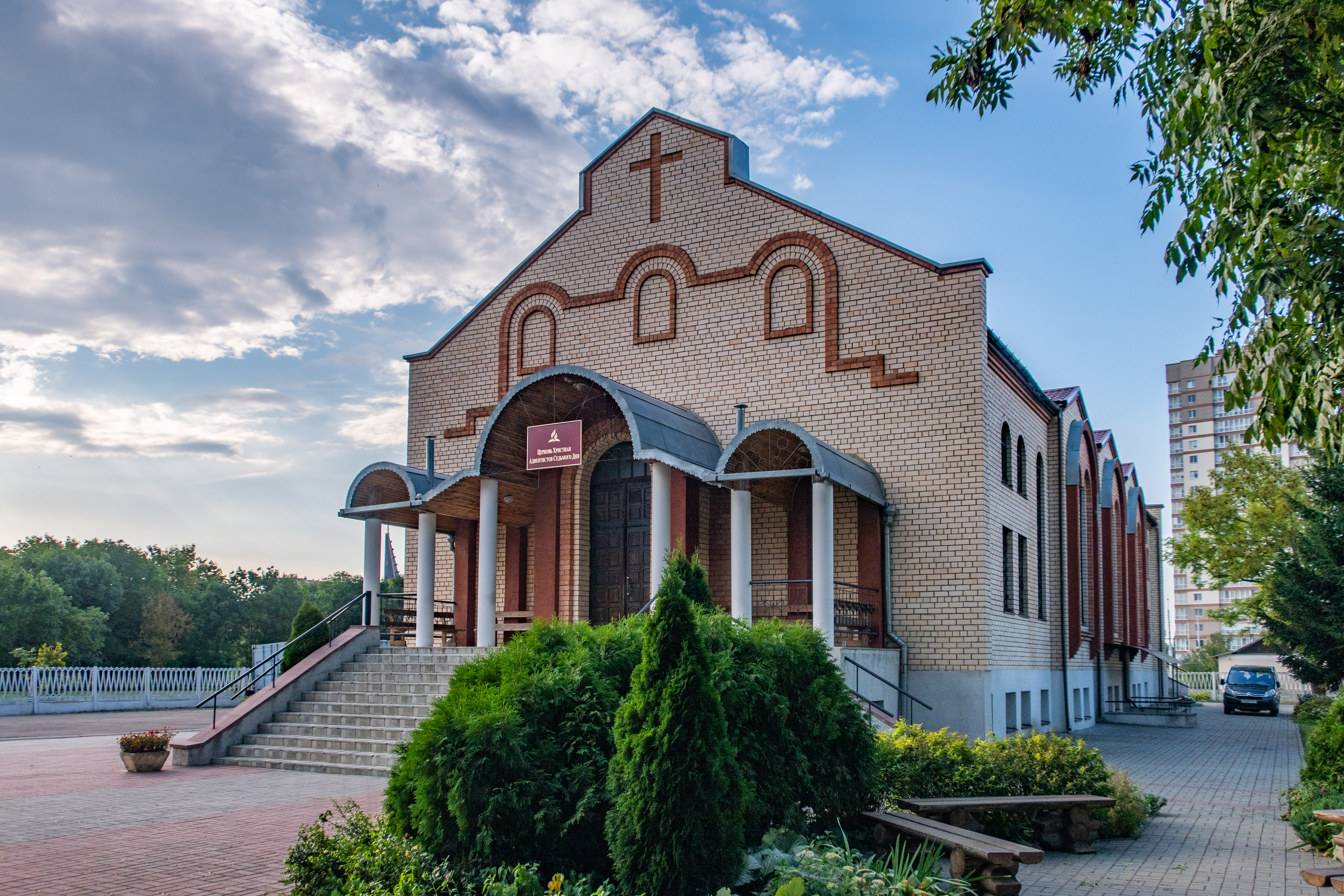
Dom modlitwy Adwentystów Dnia Siódmego w Mińsku